# Чистый, бритый
«Чистый, бритый» (англ. Clean, Shaven) — фильм американского режиссёра Лоджа Керригана, снятый в 1994 году. Фильм рассказывает о молодом человеке с шизофренией, который пытается вернуть свою дочь, проживающую в приёмной семье.

## Сюжет
В самом начале фильма зрителю демонстрируют абстрактные изображения, сопровождаемыми невнятными звуками. Это то, что по мнению режиссёра, видит и слышит человек, страдающий шизофренией.
Питер Уинтер, которого недавно выпустили из специального медицинского заведения, пытается освоиться в незнакомом для него внешнем мире. Питер отправляется на поиски своей дочери Николь, которая проживает с приёмными родителями. По дороге с ним происходит ряд инцидентов, первый из которых заключается в следующем: в его автомобиль попадает футбольный мяч. Питер видит некую девочку и выходит из автомобиля. После этого зрителю не показывают девочку, но слышен её крик. Затем Питер кладёт в багажное отделение автомобиля какой-то большой оранжевый пакет.
Питер возвращается домой, слуховые галлюцинации усиливаются, он постоянно пребывает в тревожном состоянии. Он полагает, что ему в голову внедрили радиоприёмное устройство, и пытается избавиться от него. Кроме того, Питера беспокоят зеркала, и он старается задрапировать все отражающие поверхности, окружающие его, а чтобы отгородиться от внешнего мира — закрывает старыми газетами окна в своём автомобиле. Питер живёт в доме матери, которая весьма озабочена психическим состоянием сына. Она обращается с ним как с ребёнком и возражает против его намерений разыскать дочь.
Тем временем Питер попадает под подозрение в убийстве некой девочки. Тем не менее, сотруднику правоохранительных органов — Джеку МакНелли, расследующему дело, не удаётся найти улик, доказывающих причастность Питера к убийству. Это не останавливает полицейского, и он продолжает преследовать Питера, который к тому времени уже разыскал и похитил собственную дочь.
Питер с Николь делают остановку в пути, между ними постепенно начинает налаживаться контакт, но в этот момент возникает МакНелли, который (полагая, что дочь шизофреника убита) предпринимает попытку задержать Питера. Питер вынимает ружьё и направляет его на полицейского, тот стреляет и убивает шизофреника. Затем полицейский обнаруживает, что дочь Питера жива. Он обыскивает автомобиль, и вскрывает пакет, находящийся в багажном отделении. Не найдя ничего, что могло бы послужить уликой против убитого шизофреника, МакНелли стреляет из его ружья в воздух, дабы избежать обвинений в необоснованном убийстве.

## В ролях
| Актёр                | Роль            |
| -------------------- | --------------- |
| Питер Грин           | Питер Уинтер    |
| Элис Левитт          | девочка с мячом |
| Меган Оуэн           | мать Питера     |
| Дженнифер МакДональд | Николь Уинтер   |
| Роберт Альберт       | Джек МакНелли   |

## Награды и номинации
- 1994 год — фильм номинировали в категории Dramatic на кинофестивале Сандэнс
- 1995 год — фильм получил призы на кинофестивалях Fantasporto и Independent Spirit Awards